# Dimethylamine
Dimethylamine is een organische verbinding met als brutoformule C2H7N. Het is een van de drie methylamines en een secundair amine. Dimethylamine is een kleurloos, brandbaar gas dat reeds bij zeer kleine concentraties een sterke visgeur verspreidt.
Het is oplosbaar in water en naast het gas in drukhouders wordt het ook geleverd als een oplossing van 40% of 60% in water.

## Synthese
Dimethylamine wordt op industriële schaal voornamelijk bereid door de reactie van ammoniak met methanol (zie methylamine). Hierbij worden ook water, monomethylamine (MMA) en trimethylamine (TMA) gevormd. Dit mengsel wordt in meerdere destillatiestappen gescheiden.

## Toepassingen
Dimethylamine is een basisproduct gebruikt voor de synthese van vele andere chemicaliën, zowel tussenproducten als eindproducten (oplosmiddelen, oppervlakteactieve stoffen, gewasbescherming, pesticiden, farmaceutische stoffen, kleurstoffen). Omdat het ook kan gebruikt worden om chemische wapens en (illegale) drugs te maken, is de handel in dimethylamine aan specifieke beperkingen onderworpen.

## Toxicologie en veiligheid
Onder normale omstandigheden is dimethylamine zeer licht ontvlambaar en vormt het gemakkelijk explosieve mengsels met lucht. Het is zeer goed oplosbaar in water en methanol. De oplossing van dimethylamine in water is een sterke base, die hevig reageert met zuren en corrosief is ten opzichte van onder meer aluminium, koper, tin en zink.
Dimethylamine heeft een zeer lage geurdrempel, enkele tientallen ppb), hetgeen wel hoger is dan de geurdrempels van monomethylamine en trimethylamine. De stof irriteert de ogen en is traanverwekkend. Inademen van dimethylamine leidt tot irritatie van neus en keel, hoesten, kortademigheid, hoofdpijn en ademnood. Bij blootstelling aan grotere concentraties (meer dan 100 ppm) kunnen er misselijkheid, braken, buikkrampen en diarree optreden. Ernstige blootstelling kan leiden tot longschade en longoedeem.